# Mafia II
Mafia II è un videogioco sparatutto in terza persona del 2010, sviluppato da 2K Czech e pubblicato da 2K Games per PlayStation 3, Xbox 360 e Microsoft Windows. Si tratta del secondo capitolo della saga di videogiochi Mafia.
Il gioco è stato pubblicato il 24 agosto 2010 negli Stati Uniti e il 27 agosto 2010 in Europa. Nel 2016 è stato pubblicato il primo seguito, Mafia III, mentre nel 2020 sono usciti sia un remake del predecessore, Mafia: Definitive Edition, che una remastered del secondo capitolo, Mafia II: Definitive Edition. Tutti e tre i capitoli sono poi stati inclusi nella raccolta Mafia: Trilogy.

## Trama

### Ambientazione
Ambientati circa un decennio dopo il primo capitolo, gli eventi di Mafia II si svolgono tra la metà del 1940 e l'inizio del '50 nella città fittizia di Empire Bay, fatta eccezione per il primo e il sesto capitolo, ambientati rispettivamente in una città della Sicilia e in un penitenziario fuori da Empire Bay. La città è situata sulla costa est degli Stati Uniti, è separata da un fiume e divisa in numerosi distretti, che includono ricchi sobborghi, bassifondi e appartamenti dove risiedono immigrati irlandesi, afroamericani, cinesi e italiani.
La storia del gioco narra le vicende di varie organizzazioni criminali, fra le quali spiccano le tre famiglie mafiose dei Falcone, Vinci e Clemente, la Triade, la mafia irlandese e diverse gang di strada.

### Storia
Nel 1943, l'immigrato italiano Vito Scaletta viene arrestato durante una rapina e sceglie di unirsi all'esercito statunitense per evitare la prigione, arruolandosi nel 504º reggimento di paracadutisti come guidatore. Vito assiste per la prima volta al potere e all'influenza della mafia quando un'operazione in Sicilia va male e il battaglione viene salvato quando Don Calò sopraggiunge e ordina ai soldati italiani di ritirarsi.
Nel febbraio del 1945, Vito ritorna a casa a Empire Bay e si riunisce con il suo amico d'infanzia e socio Joe Barbaro, che durante la sua assenza si è unito alla famiglia Clemente. Joe fornisce a Vito dei documenti contraffatti, così da permettergli di congedarsi ufficialmente. Scoperto che il padre, ormai morto, ha lasciato la famiglia indebitata fino al collo con uno strozzino, Vito inizia a lavorare per l'ex-datore di lavoro di suo padre, Derek Pappalardo, che ha legami con la mafia. Insieme a Joe ed Henry Tomasino, uomo d'onore dei Clemente, mette in atto diverse rapine così da poter ripagare il debito di suo padre. Tuttavia, Vito viene ben presto arrestato nuovamente per furto e contrabbando di buoni per la benzina falsificati, ricevendo una condanna di ben dieci anni. Durante il periodo in carcere, Vito diviene amico di Leo Galante, il consigliere del Don Frank Vinci, scoprendo però che sua madre è morta e tutti i soldi che aveva racimolato sono stati spesi per il suo funerale.
Nell'aprile del 1951, Vito viene scarcerato anticipatamente grazie a Leo. Riunitosi con Joe, i due pianificano di scalare i ranghi della famiglia Falcone, guidata dal boss Carlo Falcone e dal sottocapo Eddie Scarpa. Vito e Joe diventano quindi uomini d'onore dell'organizzazione di Falcone, assicurandosi così uno stile di vita migliore. Scoperto che i Clemente stanno trafficando in droga, contro le tradizioni della Commissione, Carlo ordina ai due di assassinare il Don Alberto Clemente. Terminato l'incarico, Henry si avvicina a Eddie in cerca di un impiego e, come dimostrazione di fiducia, viene incaricato di uccidere Leo. Vito tuttavia, memore dei trascorsi in prigione, avverte Leo e gli permette di abbandonare la città di nascosto, con i Falcone che accolgono comunque Henry nella famiglia.
A questo punto Vito inizia a perdere il controllo della propria vita quando sua sorella Francesca lo abbandona a causa del suo stile di vita mafioso e la sua casa viene distrutta dalla mafia irlandese. Per rifarsi, Vito si unisce a Joe ed Henry nel tentativo di rivendere dell'eroina acquistata dalla Triade. Carlo, tuttavia, rivela di stare anche lui trafficando in droga alle spalle della Commissione ed esige una fetta del guadagno. Quando Vito e Joe si dirigono da Henry per discutere della questione, scoprono che è stato brutalmente massacrato in pubblico dalla Triade, che ha rubato il denaro. I due li inseguono ma non riescono a recuperare i soldi e scoprono che Henry era un informatore dei federali. Indebitati con lo strozzino Bruno Levine, da cui hanno preso in prestito il denaro per acquistare l'eroina, iniziano a svolgere per lui diversi lavori per ripagarlo, fra i quali l'assassinio dell'ex-mafioso Siciliano Tommy Angelo, nonchè il protagonista di Mafia I. Vito scopre inoltre che Derek ha ordinato l'omicidio di suo padre, per via di un gruppo di scaricatori di porto che erano probabilmente suoi amici e che hanno scoperto la vera causa del suo annegamento, e lo uccide per vendetta, non prima di aver ucciso anche altri scagnozzi. Quando poi la famiglia Vinci rapisce e tortura Joe, Vito lo salva, scoprendo però che le loro azioni hanno scatenato una guerra tra la mafia e la Triade.
Ripagato il debito con Bruno, che si rivela essere lo stesso strozzino con il quale era indebitato suo padre, a Vito viene chiesto di incontrarsi con Carlo al planetario. Lungo la strada, Leo lo fa salire in auto con lui e lo rimprovera per le sue azioni, spiegandogli che Carlo vuole farlo uccidere per aver garantito per Henry. Tuttavia, grato a Vito per avergli salvato la vita, rivela di avere convinto sia la Commissione che la Triade a risparmiarlo, a patto però che uccida il loro comune nemico Carlo. Al planetario, Vito scopre che Carlo ha offerto a Joe il posto di caporegime se ucciderà Vito, ma questi sceglie di allearsi con lui e insieme uccidono Carlo. In seguito, Vito sale in auto con Leo per festeggiare, ma Joe viene portato via in un'altra auto che cambia improvvisamente strada, e quando Vito chiede a Leo dove portano Joe, egli con rammarico, gli risponde che Joe non rientrava nel loro accordo, e Vito non può fare altro che rendersi conto di aver perso l'unica persona fidata che aveva.

## Modalità di gioco
Il gioco si svolge dal 1943 al 1951 nella città di Empire Bay (il nome si riferisce al soprannome dello Stato di New York: "The Empire State"), una città immaginaria con ambienti ispirati a Los Angeles e New York, con influenze di Chicago e Detroit. Il gioco è caratterizzato da una mappa completamente esplorabile di circa 10 km², sin dall'inizio del gioco. Ci sono, inoltre, circa 50 veicoli e musiche originali del periodo.
Molte armi da fuoco del primo gioco sono state riproposte, come ad esempio il Thompson M1928, la Colt 1911, il fucile a pompa e le molotov. Fanno il loro esordio, invece, armi della seconda guerra mondiale, come l'MP 40, l'M3 Grease Gun, il Beretta MAB 38, l'MG 42, il Kar 98k, l'M1 Garand e le granate.
Per interagire con gli oggetti nell'ambiente si possono utilizzare due pulsanti: uno per un'azione standard e uno per un'azione violenta, da utilizzare in contesti particolari. È inclusa una mappa come nell'originale Mafia. I controlli prevedono un sistema di coperture che permette al giocatore di nascondersi dietro gli oggetti per sparare ai nemici.
Una novità di Mafia II è la possibilità di ascoltare la musica alla radio durante la guida di un'automobile. Vi sono tre stazioni radiofoniche, ovvero: "Delta Radio", che trasmette musica come jazz e blues negli anni 1940 e del rock 'n' roll più forte negli anni '50; "Empire Central", che propone musica leggera come Doo Wop e Rock 'n' roll negli anni cinquanta e brani Jazz, negli anni quaranta; "Empire Classic" che diffonde musiche degli anni venti e trenta negli anni quaranta e musiche sempre più leggere come quelle di Dean Martin, Louis Prima, Rosemary Clooney, Doris Day nei cinquanta.
La versione PC del gioco sfrutta gli effetti PhysX utilizzando solo una scheda grafica Nvidia.

## Sviluppo
A seguito del successo del primo episodio, Christoph Hartmann di 2K Games ha dichiarato: «Visto il successo del primo Mafia, siamo ansiosi di poter lavorare sfruttando le risorse della next-gen; il nostro obiettivo per questo seguito è quello di fornire a tutti i nostri fan un'esperienza senza precedenti, che possa coinvolgerli ed emozionarli come mai prima d'ora».
L'uscita di Mafia II è stata posticipata nel 2009, e durante la Games Convention 2007 è stata mostrata la prima videoanteprima del gioco. Mafia II che doveva uscire nel corso del 2009 è stato rimandato nel Q2 - Q3 2010, fino a essere definitivamente posticipato all'uscita del 27 agosto 2010 in tutta Europa.
La trama di Mafia II non presenta collegamenti stringenti con il suo predecessore, solo piccoli riferimenti alla trama del primo episodio.
Nella conferenza dell'E3 2010 di Sony, è stato confermato che la versione PlayStation 3 avrà dei contenuti esclusivi.
Il 10 agosto 2010 è stata pubblicata, via Steam, PlayStation Network e Xbox Live, la demo ufficiale del gioco, che propone un livello dimostrativo scritto appositamente, ambientato nella distilleria, già mostrato in un'intervista a GameSpot (successivamente rimossa) il 17 aprile 2009.
Nel 2020 la 2K games ha annunciato sarebbe uscito anche Mafia ll: Definitive Edition, ovvero il gioco originale del 2010 con grafica migliorata.

## Personaggi e doppiatori
| Personaggio                          | Doppiatore originale | Doppiatore italiano |
| ------------------------------------ | -------------------- | ------------------- |
| Vito Scaletta                        | Rick Pasqualone      | Lorenzo Scattorin   |
| Joe Barbaro                          | Robert Costanzo      | Alessandro Messina  |
| Henry Tomasino                       | Sonny Marinelli      | Andrea Bolognini    |
| Maria Scaletta                       | Joan Copeland        | Cristina Giolitti   |
| Francesca Scaletta                   | Jeannie Elias        | Jolanda Granato     |
| Federico "Derek" Pappalardo          | Robert Costanzo      | Dario Oppido        |
| Giuseppe Palminteri                  | Rick Pasqualone      | Marco Pagani        |
| Martin "Marty" Santarelli            | Jason Pisack         | Davide Garbolino    |
| Eddie Scarpa                         | Joe Hanna            | Leonardo Gajo       |
| Steven "Steve" Coyne                 | Mark Mintz           | Mario Scarabelli    |
| Don Carlo Falcone                    | Andrè Sogliuzzo      | Riccardo Lombardo   |
| Luca Gurino                          | Andrè Sogliuzzo      | Riccardo Rovatti    |
| Don Alberto Clemente                 | Nolan North          | Oliviero Corbetta   |
| Don Frank Vinci                      | Larry Kenney         | Gianni Gaude        |
| Leone "Leo" Galante                  | Frank Ashmore        | Natale Ciravolo     |
| Giuseppe "Pepe" Costa                | John Cygan           | Gigi Rosa           |
| Antonio "Tony Balls" Balsamo         | Phil Idrissi         | Luca Sandri         |
| Brian O'Neil                         | Liam O'Brien         | Matteo Zanotti      |
| Signor Wong                          | James Sie            | Gianni Quillico     |
| Bruno Levine                         | Michael Ingram       | Diego Sabre         |
| Eric Riley                           | Brian Bloom          | Dario Dossena       |
| Mike Bruski                          | John Mariano         | Marco Pagani        |
| El Greco                             | John Mariano         | Silvano Piccardi    |
| Nathaniel Harold "Harry" Marsden III | Joe Sabatino         | Marco Balzarotti    |
| Sidney Pen                           | John Capodice        | Pietro Ubaldi       |
| Capitano Terrence Stone              | Jason Zumwait        | Marco Balbi         |
| Thomas Angelo                        | Michael Sorvino      | Gianni Gaude        |
| Harvey Beans                         | Jerry Sroka          | Pino Pirovano       |
| Mickey Desmond                       | Joe Barrett          | Marco Balzarotti    |

Inoltre hanno dato la loro voce anche Titus Welliver, Kirk Baltz, Jim Cummings, Joey Camen e molti altri.

## Colonna sonora
Qui sotto sono riportati tutti i brani musicali della colonna sonora di Mafia II che potrete ascoltare nelle tre stazioni radio:
1. Riverboat Shuffle - Frankie Trumbauer & his Orchestra (1927)
2. Clarinet Marmalade - Frankie Trumbauer & his Orchestra (1927)
3. Come On and Stomp, Stomp, Stomp - Johnny Dodds (1928)
4. Good Little Bad Little You - Cliff Edwards (1928)
5. Beating the Dog - Joe Venuti & Eddie Lang (1929)
6. Gangster's Blues - Peetie Wheatstraw (1929)
7. Going Places - Joe Venuti & Eddie Lang (1929)
8. Stringin' the Blues - Joe Venuti & Eddie Lang (1929)
9. Happy Feet - Cab Calloway (1930)
10. By the Light of the Silvery Moon - Bing Crosby (1932)
11. It Don't Mean a Thing (If It Ain't Got That Swing) - Duke Ellington (1932)
12. Pennies from Heaven - Bing Crosby (1936)
13. The Pessimistic Character - Bing Crosby (1936)
14. I haven't Time to be a Millionaire - Bing Crosby (1936)
15. Sing, Sing, Sing (With a Swing) - Benny Goodman (1937)
16. You're Driving Me Crazy - Django Reinhardt (1937)
17. The Dipsy Doodle - Tommy Dorsey (1938)
18. Belleville - Django Reinhardt (1940)
19. Boogie Woogie Bugle Boy - The Andrews Sisters (1941)
20. Strip Polka - The Andrews Sisters (1942)
21. Praise the Lord and Pass the Ammunition - Kay Kyser & his Orchestra (1942)
22. Why Don't You Do Right - Benny Goodman & Peggy Lee (1943)
23. Vict'ry Polka - Bing Crosby & The Andrews Sisters (1943)
24. Straighten Up and Fly Right - The Andrews Sisters (1944)
25. G.I. Jive - Louis Jordan & his Tympany Five (1944)
26. There'll Be a Hot Time in the Town of Berlin - Bing Crosby & The Andrews Sisters (1944)
27. I've Got a Pocketful of Dreams - Bing Crosby (1944)
28. Rum and Coca-Cola - The Andrews Sisters (1945)
29. Caldonia Boogie - Louis Jordan & his Tympany Five (1945)
30. Ain't That Just Like a Woman - Louis Jordan & his Tympany Five (1946)
31. Choo Choo Ch'Boogie - Louis Jordan & his Tympany Five (1946)
32. That Chick's Too Young to Fry - Louis Jordan & his Tympany Five (1946)
33. Did you Ever Love a Woman - Gatemouth Moore (1947)
34. Friendship - Louis Jordan & his Tympany Five (1947)
35. Inflation Blues - Jack McVea (1947)
36. Open the Door, Richard - Louis Jordan & his Tympany Five (1947)
37. Buttons and Bows - Dinah Shore (1948)
38. Happiness is a Thing called Joe - Peggy Lee (1948)
39. The Best Things in Life are Free - The Ink Spots (1948)
40. Auf Wiedersehn, Sweetheart - Les Baxter (1949)
41. Baby, It's Cold Outside - Dinah Shore & Buddy Clark (1949)
42. That'll Get It - Floyd Dixon (1949)
43. The Fat Man - Fats Domino (1949)
44. After the Lights Go Down Low - Albert Hibbler (1950)
45. Count Every Star - Albert Hibbler (1950)
46. Everybody Eats When They Come to My House - Cab Calloway (1950)
47. Rock Around the Clock - Harold Singer (1950)
48. Jezebel - Frankie Laine (1951)
49. Pachuko Hop - Ike Carpenter Orchestra (1951)
50. Makin' Whoopee - Doris Day (1952)
51. I Can't Lose With the Stuff I Use - Lester Williams (1952)
52. Chow Mein - The Gaylords (1953)
53. Mercy Mr. Percy - Varetta Dillard (1953)
54. Rags to Riches - Jackie Wilson (1953)
55. That's Amore - Dean Martin (1953)
56. Che la Luna - Louis Prima & Keely Smith (1954)
57. Oh, Marie - Louis Prima (1954)
58. Closer to the Bone - Louis Prima (1954)
59. Pennies from Heaven - Louis Prima (1954)
60. Honey Love - The Drifters (1954)
61. Ling Ting Tong - The Five Keys (1954)
62. Mambo Italiano - Rosemary Clooney (1954)
63. Mr. Sandman - The Chordettes (1954)
64. Rock Around the Clock - Bill Haley & his Comets (1954)
65. Sh-Boom (Life Could Be a Dream) - The Crew-Cuts (1954)
66. When You're Smiling - Louis Prima (1954)
67. Ain't That a Shame - Fats Domino (1955)
68. Hey, Bo Diddley - Bo Diddley (1955)
69. In the Still of the Night - The Five Satins (1955)
70. Mannish Boy - Muddy Waters (1955)
71. Held for Questioning - Farell Draper (1955)
72. I Put a Spell on You - Screamin' Jay Hawkins (1956)
73. 900 Miles - Billy Merman (1956)
74. Springtime in Monaco - Billy Merman (1956)
75. Long Tall Sally - Little Richard (1956)
76. One Kiss Led to Another (Brazil) - The Coasters (1956)
77. Smokestack Lightnin' - Howlin' Wolf (1956)
78. Speedo - The Cadillacs (1956)
79. Why do Fools fall in Love - Frankie Lymon & The Teenagers (1956)
80. Bye Bye Love - The Everly Brothers (1957)
81. Keep A-Knockin' - Little Richard (1957)
82. Nadine - Chuck Berry (1957)
83. Not Fade Away - Buddy Holly (1957)
84. Stood Up - Ricky Nelson (1957)
85. All I Have To Do Is Dream - The Everly Brothers (1958)
86. At the Hop - Danny & The Juniors (1958)
87. Book of Love - The Monotones (1958)
88. C'mon Everybody - Eddie Cochran & Jerry Capehart (1958)
89. Don't Let Go - Roy Hamilton (1958)
90. Donna - Ritchie Valens (1958)
91. Forty Miles of Bad Road - Duane Eddy (1958)
92. Framed - The Coasters (1958)
93. Got My Mojo Working - Muddy Waters (1958)
94. Let the Good Times Roll - Sam Butera & The Witnesses (1958)
95. Lucille - Little Richard (1958)
96. Maybe - The Chantels (1958)
97. Moovin 'n' Groovin - Duane Eddy (1958)
98. Ooh, Baby, Ooh - Dave Appell & The Applejacks (1958)
99. Rave On - Buddy Holly (1958)
100. Rebel Rouser - Duane Eddy (1958)
101. Return to Me - Dean Martin (1958)
102. Summertime Blues - Eddie Cochran (1958)
103. Tequila - The Champs (1958)
104. That'll Be the Day - Buddy Holly (1958)
105. The Peanut Vendor - Pérez Prado (1958)
106. Who Do You Love - Bo Diddley (1958)
107. You Can Have Her - Roy Hamilton (1958)
108. Cannonball - Duane Eddy (1959)
109. Come On, Let's Go - Ritchie Valens (1959)
110. Come Softly to Me - The Fleetwoods (1959)
111. Let It Snow - Dean Martin (1959)
112. Manhattan Spiritual - Reg Owen Orchestra (1959)
113. Money, That's What I Want - Barret Strong (1959)
114. My Guardian Angel - Jim Breedlove (1959)
115. Ain't That a Kick in the Head - Dean Martin (1960)
116. Teen Beat - Sandy Nelson (1960)
117. Boom Boom - John Lee Hooker (1962)
118. Java - Al Hirt (1963)
119. No Particular Place to Go - Chuck Berry (1964)

## Contenuti scaricabili
I contenuti aggiuntivi di Mafia II sono i seguenti:

### Joe's Adventures
Pubblicato il 23 novembre 2010, Joe's Adventures racconta le vicende di Joe Barbaro durante i sei anni di galera di Vito, spiegando il motivo del cambio di fazione di Joe dalla famiglia Clemente a quella Falcone.
La campagna inizia con Joe che cerca di far scagionare l'amico Vito dalle accuse per il furto di buoni per la benzina, silenziando il testimone chiave. Vito però viene condannato lo stesso e ciò fa infuriare Joe contro Luca Gurino, che aveva promesso un'assoluzione. Dopo il litigio, Gurino ordina l'eliminazione di Joe, il quale viene avvertito da una soffiata di Henry ed entra in clandestinità per cinque anni. Joe torna ad Empire Bay grazie ad Antonio Balsamo, detto "Tony Balls", un uomo della famiglia Falcone, assieme al quale compie svariati incarichi, guadagnandosi la fiducia di don Carlo Falcone e dei suoi luogotenenti Eddie Scarpa e Rocco. Quest'ultimo, gangster particolarmente brutale, affida a sua volta delle commissioni a Joe, ma si rivelerà essere un traditore. Nel Cathouse, il bordello di lusso di Eddie Scarpa, Rocco e i suoi uomini tendono quindi un agguato a don Falcone e ai suoi, e anche Joe rimane coinvolto e aiuta a sventare l'attentato. Eddie allora fa una proposta a Joe: se eliminerà Rocco, sarà ammesso nella Famiglia Falcone. Joe insegue quindi gli scagnozzi di Rocco ad un cantiere, fino a raggiungere Rocco stesso, che finisce scaraventato dall'alto sull'auto di Eddie.

### Betrayal of Jimmy e Jimmy's Vendetta
Questi due contenuti scaricabili narrano una storia alternativa agli eventi di Mafia e Mafia II e hanno per protagonista assoluto Jimmy, un personaggio minore nel gioco standard.
Jimmy è un duro, che per il giusto prezzo svolge ogni tipo di lavoro sporco, dall'intimidazione, al furto d'auto fino all'omicidio su commissione. In Betrayal of Jimmy si trova al soldo dell'irlandese Tam Brodie e di Sal Gravina, il "don" di una quarta famiglia mafiosa di Empire Bay. I due si servono di Jimmy per abbattere le organizzazioni dei rispettivi concorrenti: il cinese Eddie Fu e il gangster afro-americano Elroy Tussle. Ma quando Jimmy va a ritirare la sua ricompensa, si trova circondato dalla polizia, realizzando che i suoi clienti si sono accordati per incastrarlo e sbarazzarsi di lui. Jimmy così finisce in galera, ove medita vendetta.
In Jimmy's Vendetta il protagonista profitta di una rivolta dei carcerati per evadere di prigione. Tornato a Empire Bay, Jimmy fa i conti con Tam Brodie e Sal Gravina, distruggendo poco a poco le loro organizzazioni, uccidendo i loro alleati e luogotenenti e infine loro stessi. Infine si vendica del giudice corrotto che si era unito alla cospirazione ai suoi danni.

### Pacchetti di stile
I cinque pacchetti di stile (Vegas, Renegade, Greaser, War Hero, Made Man) contengono ognuno due auto e due abiti da utilizzare nel gioco.

## Collector's Editions
A marzo 2011 sono state presentate tre edizioni speciali del gioco, contenenti tutti i DLC, una confezione in metallo, una raccolta d'immagini, la mappa di Empire Bay e la colonna sonora del gioco.
I nomi delle Collector's variano in base alla piattaforma:
- PlayStation 3: Mafia II: Greatest Hits
- Xbox 360: Mafia II: Platinum Hits
- PC Windows: Mafia II: Director's Cut

## Accoglienza
| Testata                            | Versione | Giudizio |
| ---------------------------------- | -------- | -------- |
| GameRankings (media al 22-11-2015) | PC       | 74,82%   |
| GameRankings (media al 22-11-2015) | Xbox 360 | 77,33%   |
| GameRankings (media al 22-11-2015) | PS3      | 73,14%   |
| Metacritic (media al 22-11-2015)   | PC       | 80/100   |
| Metacritic (media al 22-11-2015)   | Xbox 360 | 74/100   |
| Metacritic (media al 22-11-2015)   | PS3      | 74/100   |

Dopo aver pubblicato la demo, molti utenti, soprattutto quelli di PlayStation 3, sono rimasti delusi. Infatti nel gioco sono presenti delle pecche più visibili e riscontrabili sulla versione PlayStation 3.
2K Games ha voluto rispondere a queste critiche dicendo:"Progettando Mafia II, abbiamo ottimizzato il gioco per i tre sistemi in modo da offrire la miglior esperienza possibile su ogni piattaforma. Per questo ci sono alcune differenze tra le varie versioni".
"Il nostro obiettivo è offrire un'esperienza immersiva, ottimizzando il gioco per ottenere le prestazioni migliori su ogni piattaforma. Anche se ci sono alcune differenze tra le varie versioni, sicuramente troverete che la giocabilità ed il cuore di Mafia II rimangono intatti a prescindere dalla piattaforma".
Infine il portavoce di 2K Games ha dichiarato che nella versione Sony PlayStation 3 non saranno presenti né erbe dettagliate e né larghe pozze di sangue. Inoltre, il movimento dei vestiti sarà meno visibile rispetto alla versione Microsoft Windows.
È stato rilevato da 2K Games che le tre versioni sono state sviluppate separatamente, precisando che le versioni Xbox 360 e Microsoft Windows sono state sviluppate presso 2K Czech e la versione PlayStation 3 è stata affidata ai Massive Bear Studios.
La rivista Play Generation lo classificò come il nono migliore titolo d'avventura del 2010.

## Polemiche
Il 17 agosto 2010, il presidente dell'associazione italoamericana UNICO, André DiMino, si è scagliato contro Mafia II: «Perché 2K Games dovrebbe imporre un gioco che ha come obiettivo i giovani, indottrinando le nuove generazioni attraverso l'associazione degli italiani e degli italo-americani con la violenza del crimine organizzato, ed escludendo dal discorso tutte le altre mafie messe in piedi da altri gruppi etnici?», ha scritto DiMino. Quest'ultimo ha fatto sapere di aver mandato una lettera ai 2K Games dicendo di rinviare il debutto del gioco e solo dopo aver eliminato quei riferimenti all'Italia, agli italiani e agli italo-americani, giudicati offensivi e razzisti.
Non manca di certo la risposta dei 2K Games rifiutandosi di rinviare il gioco: «Mafia II parla del crimine organizzato in America, un argomento esplorato per decenni da film, spettacoli televisivi e romanzi. Né l'UNICO, né altre organizzazioni che vorrebbero farsi passare per rappresentanti degli italo-americani hanno visto o giocato Mafia II". Per creare e promuovere i nostri prodotti, noi di 2K Games bilanciamo il nostro diritto alla libertà di espressione con quello che riteniamo un approccio ragionato e responsabile. In base ai rigidi standard della nostra industria, Mafia II ha ottenuto una classificazione Mature quindi non è rivolto ai più giovani».